# Паліївка (Новоукраїнський район)
Палії́вка — село в Україні, у Маловисківській міській громаді Новоукраїнського району Кіровоградської області. Населення становить 932 особи.

## Географія
Село Паліївка межує з районним центром м. Малою Вискою, розташоване за 5 км на Північний схід від залізничної станції Виска.

## Історія
За часів військових поселень, близько середині 19 століття до села було переселено кілька родин із військового поселення Кищинці (суч. с. Кищенці Маньківського району Черкаської області) — зокрема, Білани, Коти, Фарини та Фітенки. Переселенці тривалий час зберігали зв'язок зі своєю попередньою Батьківщиною.
Станом на 1886 рік у селі Маловисківської волості Єлисаветградського повіту Херсонської губернії, мешкало 1488 осіб, налічувалось 310 дворових господарств, існували православна церква та лавка.
11 листопада 2017 року в Паліївці освячено храм УПЦ КП (нині — ПЦУ) на честь праведної Єлизавети.

## Населення
Згідно з переписом УРСР 1989 року чисельність наявного населення села становила 1361 особа, з яких 570 чоловіків та 791 жінка.
За переписом населення України 2001 року в селі мешкали 1252 особи.

### Мова
Розподіл населення за рідною мовою за даними перепису 2001 року:
| Мова       | Відсоток |
| ---------- | -------- |
| українська | 97,53 %  |
| російська  | 1,36 %   |
| вірменська | 0,64 %   |
| білоруська | 0,16 %   |
| болгарська | 0,08 %   |
| гагаузька  | 0,08 %   |
| молдовська | 0,08 %   |

## Відомі люди
- Маруценко Віктор Григорович (* 1946) — заслужений діяч культури України, зберігач фондів Музею Історії Долинського району Кіровоградської області, краєзнавець — лауреат обласної премії ім. Ястребова, автор-укладач 5-ти краєзнавчих збірок під загальною назвою «Боковенька». Народився у Паліївці.